# Francisco Lameyer y Berenguer
 (juillet 2025).
Francisco Lameyer y Berenguer  (1825-1877) est un artiste peintre et graveur espagnol qui commença sa carrière comme illustrateur d’œuvres littéraires, notamment Los españoles pintados por sí mismos.
De 1843 à 1860, il est engagé dans la marine qu’il quitte à la suite d’une maladie qui lui permettra de se consacrer à son art. En 1863, il accompagne Marià Fortuny au Maroc, voyage qui sera à l’origine de ses toiles orientalistes les plus célèbres.
Il meurt de la tuberculose en 1877.